# جون جريفز
جون جريفز (1602 - 1652 م) هو رياضي وفلكي ومستشرق، إنكليزي.
كان أستاذ الفلك في أكسفورد من 1643 إلى 1648 م. سافر إلى الشرق في معية إدوارد بوكوك سنة 1637 م، وبها تعلم العربية والفارسية وجمع بعض المخطوطات، كما قام بدراسة الأهرامات.
من آثاره: وصف الأهرام المصرية (لندن، 1646 م) وقواعد الفارسية (1648 - 1649 م).

## روابط خارجية
- جون جريفز على موقع الموسوعة البريطانية (الإنجليزية)